# Neotheronia bicincta
Neotheronia bicincta är en stekelart som först beskrevs av Cresson 1865.  Neotheronia bicincta ingår i släktet Neotheronia och familjen brokparasitsteklar.

## Underarter
Arten delas in i följande underarter:
- N. b. floridana
- N. b. nubecularia